# Never, Neverland (албум)
Never, Neverland е вторият студиен албум на канадската траш метъл банда Annihilator от 1990 година. Някои от музикантите са нови, включително и вокалиста, който е единственият не-канадец в състава. Стилът на продукцията е бърз и агресивен, като липсват бавни песни. През 2003 година е преиздаден от Roadrunner Records в двоен диск, заедно с дебютния Alice in Hell.

## Списък на песните
1. The Fun Palace – 5:51
2. Road to Ruin – 3:42
3. Sixes and Sevens – 5:20
4. Stonewall – 4:50
5. Never, Neverland – 5:29
6. Imperiled Eyes – 5:27
7. Kraf Dinner – 2:41
8. Phantasmagoria – 3:59
9. Reduced to Ash – 3:09
10. I Am in Command – 2:49

## Музиканти
- Джеф Уотърс – китари
- Кобърн Фар – китари
- Дейвид Скот Дейвис – китари
- Уейн Дарли – бас
- Рей Хартман – барабани